# Тауджут
Тауджут (также Таужжут, Таужут) (фр. Taoujout, англ. Taoujjout) — берберская деревня в центральном Тунисе. Входит в округ Матмата — административную единицу вилайета Габес. Располагается в 10 км к западу от центра округа, города Матматы. Тауджут является одной из трёх деревень вилайета Габес наряду с деревнями Тамезрет (в 3 км к югу от Тауджута) и Зрауа (в 4 км к северо-западу), в которой сохранилось бербероязычное население. Говорят на диалекте тауджут языка шильха, или нефуса, относящегося к зенетской группе северноберберской ветви берберо-ливийской семьи языков.